# Cezar Petry
Cezar Gabriel Petry (n. 14 septembrie 1967, Câmpulung Muscel) – scriitor și grafician. Provine din familia nobiliară Petry. Fiul scriitorului Marian Petry și fratele graficianului Bogdan Petry. 

## Studii
- Liceul de filologie și istorie din Câmpulung Muscel
- Facultatea de Filologie București (avînd ca profesori pe Mircea Cărtărescu, Ion Bogdan Lefter, Eugen Simion)

## Volume publicate
- „Maestrul“

## Grafică
- „Trei starturi ratate“, volum de Ștefan Caraman, editura „Regală“, București 1999 (ilustrația pentru copertă)

Exemplu de caricatură desenată de Cezar Petry în 2010, reprezentându-l pe un client al atelierului de pe strada Smârdan.

## Expoziții
- „Va strîmbăm... de rîs“, împreună cu Bogdan Petry, 8 septembrie 2005, București